# さらば愛しき女よ (1975年の映画)
『さらば愛しき女よ』（英: Farewell, My Lovely、さらばいとしきひとよ）は、1975年製作のアメリカのハードボイルド映画。レイモンド・チャンドラーによる同名小説の2度目の映画化。監督はディック・リチャーズ。出演はロバート・ミッチャムなど。『ロッキー』でブレイクする前のシルヴェスター・スタローンが端役で出ている。
日本では1976年に公開され、『キネマ旬報』外国映画14位、読者選出で10位に入った。

## キャスト
※括弧内は日本語吹替（テレビ版・初回放送1980年12月29日『月曜ロードショー』）
- フィリップ・マーロウ - ロバート・ミッチャム（浦野光）
- ヘレン・グレイル - シャーロット・ランプリング（田島令子）
- ナルティ刑事部長 - ジョン・アイアランド（柴田秀勝）
- ジェシー・ハルステッド・フロリアン - シルヴィア・マイルズ（公卿敬子）
- レアード・ブルーネット - アンソニー・ザーブ
- ビリー・ロルフ刑事 - ハリー・ディーン・スタントン
- ムース・マロイ - ジャック・オハローラン（鎗田順夫）
- ニック - ジョー・スピネル
- ジョニー - シルヴェスター・スタローン

## 映像ソフト化
VHS、LDリリース履歴あり。以下はすべてプレス盤。プレス盤リリース前にオンデマンド盤でのリリース履歴あり。
- DVD
  - 型番：DLDP-016
  - 発売日 : 2019/3/11
  - 発売元・販売元 : 復刻シネマライブラリー

- Blu-ray
  - 型番：DLDS-1000
  - 発売日 : 2019/8/23
  - 発売元・販売元 : 復刻シネマライブラリー